# Wespazjan Sienicki
Wespazjan Sienicki herbu Bończa (zm. przed 3 marca 1689) – podczaszy chełmski w 1676 roku, podsędek buski w latach 1669–1676.
Pochodził z kalwińskiej rodziny szlacheckiej. Jego żoną była Aleksandra Stankarówna, wnuczka Franciszka Stankara Młodszego. 
Poseł na sejm nadzwyczajny 1670 roku z województwa bełskiego. Był członkiem konfederacji generalnej zawiązanej 15 stycznia 1674 roku na sejmie konwokacyjnym. Był elektorem Jana III Sobieskiego z województwa bełskiego w 1674 roku, jako deputat podpisał jego pacta conventa. Poseł Korony na sejm koronacyjny 1676 roku z województwa inflanckiego. Poseł na sejm grodzieński 1678–1679 roku. Poseł na sejm 1677 roku z nieznanego sejmiku. Poseł ziemi chełmskiej na sejm 1685 roku i deputat do konstytucji z Małopolski. Poseł na sejm 1688 roku z ziemi chełmskiej. 